# Eoisotachis stephanii
Eoisotachis stephanii är en bladmossart som först beskrevs av Ernest Stanley Salmon, och fick sitt nu gällande namn av Rudolf Mathias Schuster. Eoisotachis stephanii ingår i släktet Eoisotachis och familjen Balantiopsidaceae. Inga underarter finns listade i Catalogue of Life.